# ادموند آلنبی

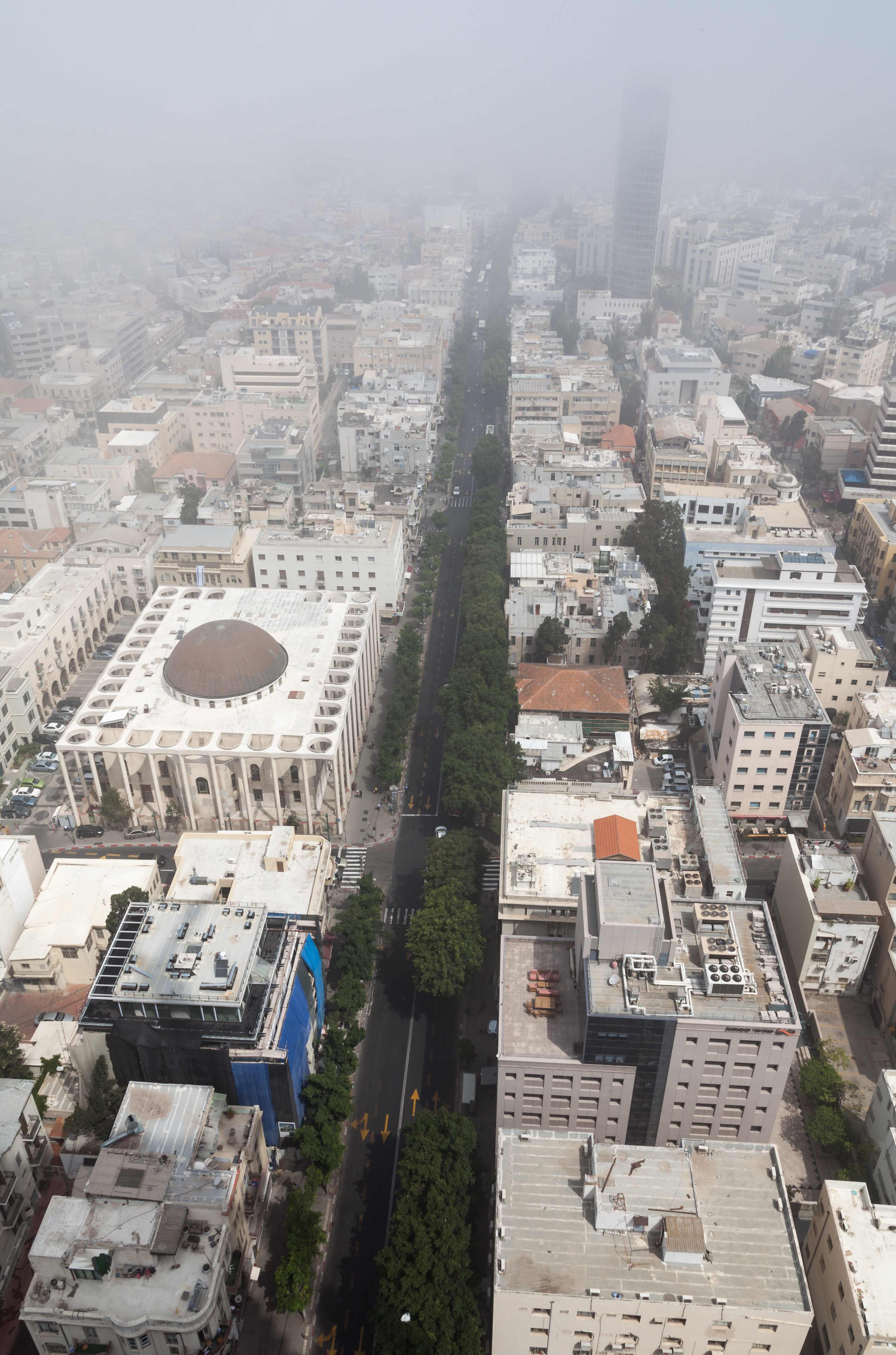
خیابان آلنبی در تل‌آویو به افتخار فیلدمارشال ادموند آلنبی نام‌گذاری شده‌است.

ادموند هنری آلنبی (۲۳ آوریل ۱۸۶۱ – ۱۴ مه ۱۹۳۶) نظامی انگلیسی و فرمانداری در امپراتوری بریتانیا بود. او در جنگ بوئر دوم شرکت جست. همچنین، در جنگ جهانی اول در مقام فرماندهی کل نیروهای مصری امپراتوری بریتانیا، در جبهه سینا و فلسطین شرکت کرد. در این جنگ، طی تسخیر فلسطین، شهرهای بئرشبع، یافا و اورشلیم را از اکتبر تا دسامبر ۱۹۱۷ میلادی از عثمانی‌ها گرفت. پس از فتح درهٔ اردن در تابستان ۱۹۱۸، او اقدام به تصرف شمال فلسطین کرد و توانست در نبرد مجیدو نیروهای لشکر هشتم عثمانی را شکست داده و لشکریان چهارم و هفتم را نیز به سوی دمشق عقب براند. متعاقباً نیروهای او موفق شدند دمشق را تسخیر کرده و به سوی شمال سوریه پیشروی نمایند. با پایان جنگ و سقوط امپراتوری عثمانی، آلنبی باقی دوران ماموریت خود از ۱۹۱۹ تا ۱۹۲۵ را در مصر و سودان سپری نمود.